# Lindenbergia sokotrana
Lindenbergia sokotrana es una especie de planta fanerógama perteneciente a la familia Orobanchaceae. Es un endemismo de Socotra en Yemen. 

## Hábitat y ecología
Por lo general, tiene unas condiciones de planta anual, pero bajo condiciones favorables pueden vivir durante varios años. L. sokotrana está estrechamente relacionada con la especie de amplia distribución Lindenbergia índica.

## Taxonomía
Lindenbergia sokotrana fue descrito por Friedrich Karl Max Vierhapper y publicado en Oesterr. Bot. Z. 56: 259. 1906